# Kajeung
Kajeung is een bestuurslaag in het regentschap Aceh Barat van de provincie Atjeh, Indonesië. Kajeung telt 365 inwoners (volkstelling 2010).